# جورج هارتونغ
جورج هارتونغ (بالألمانية: Georg Hartung)‏ هو جيولوجي ألماني، ولد في 1822 في كونيغسبرغ في الإمبراطورية الروسية، وتوفي في 1891.